# Lodano

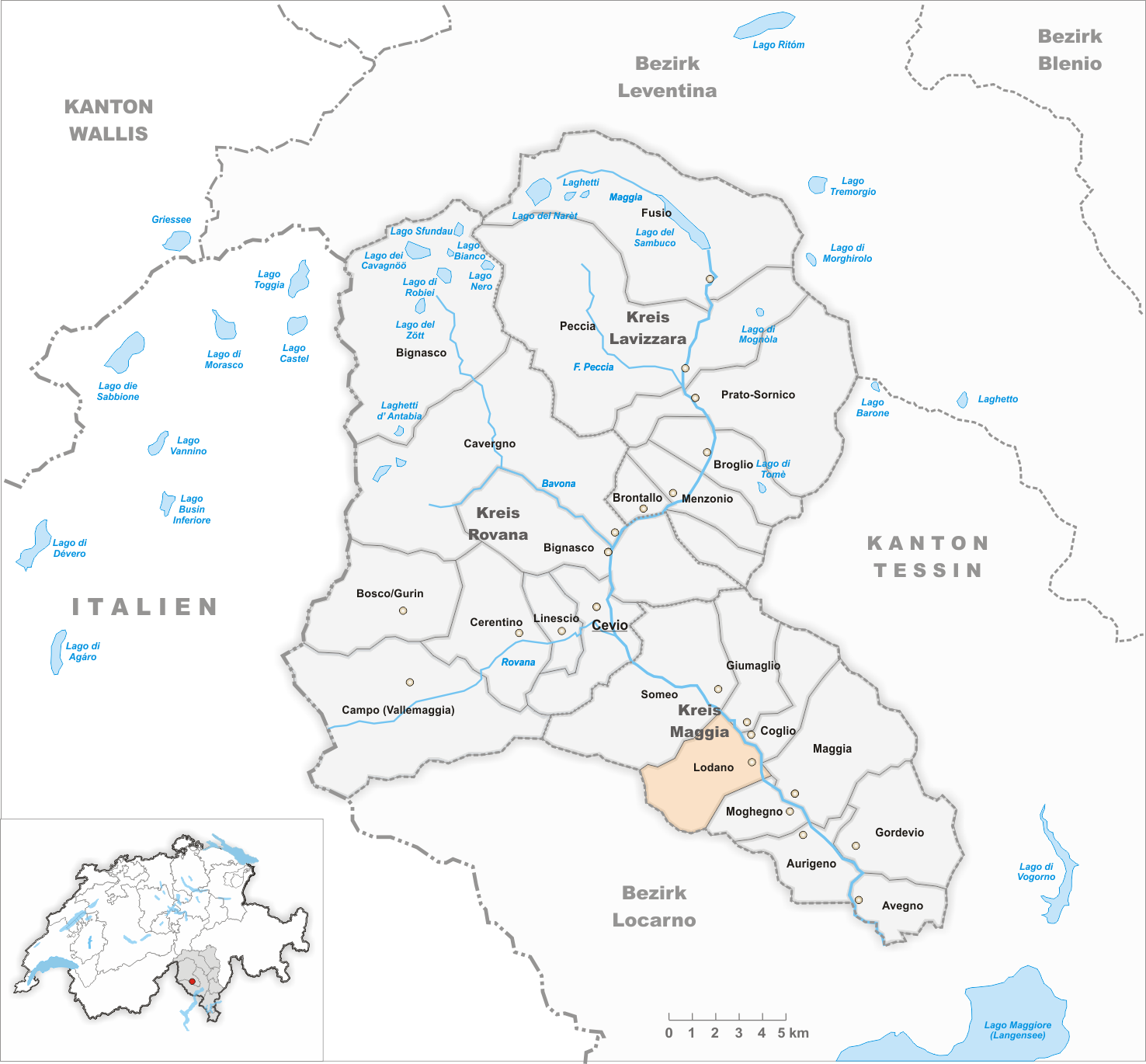
Gemeindestand vor der Fusion am 4. April 2004

Lodano, Luftbild (1954)

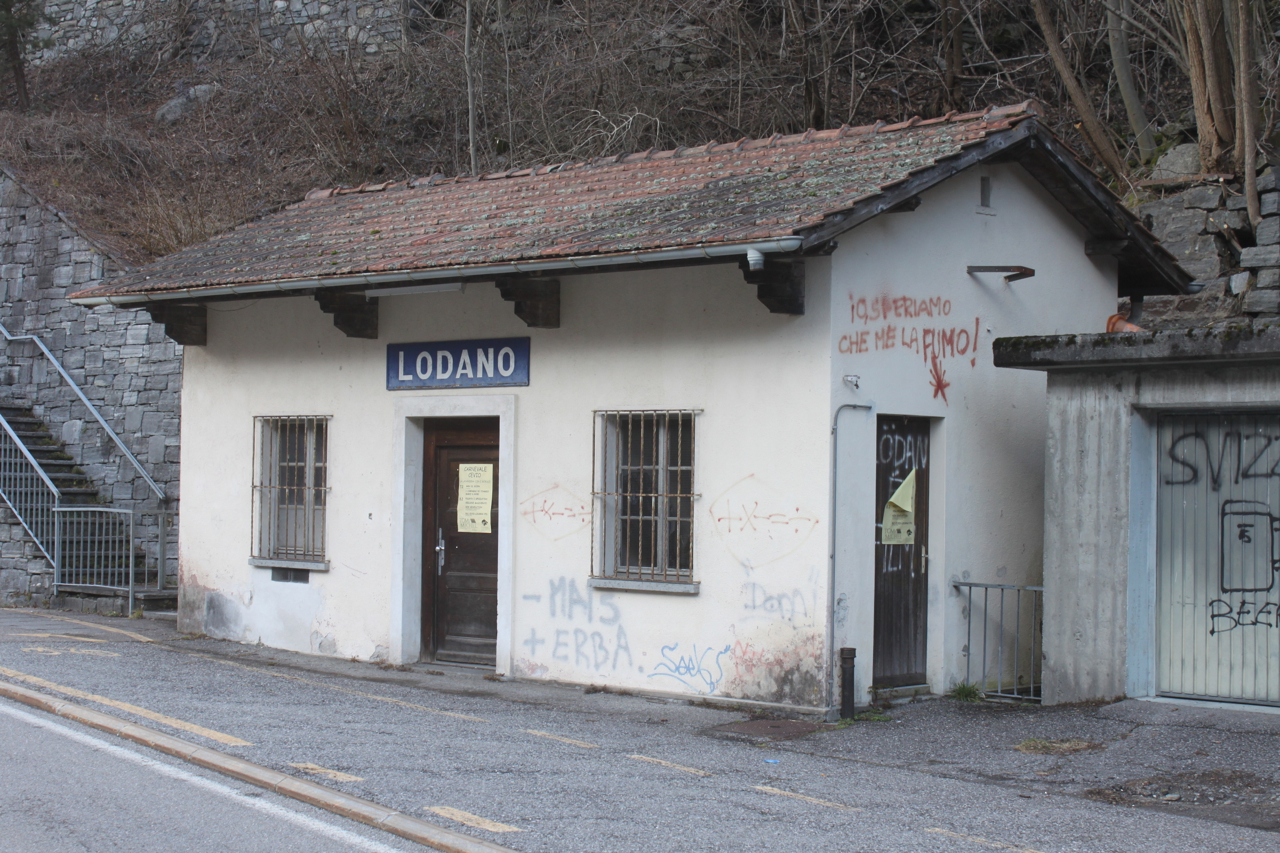
Bahnhof Lodano, in Betrieb bis 1965

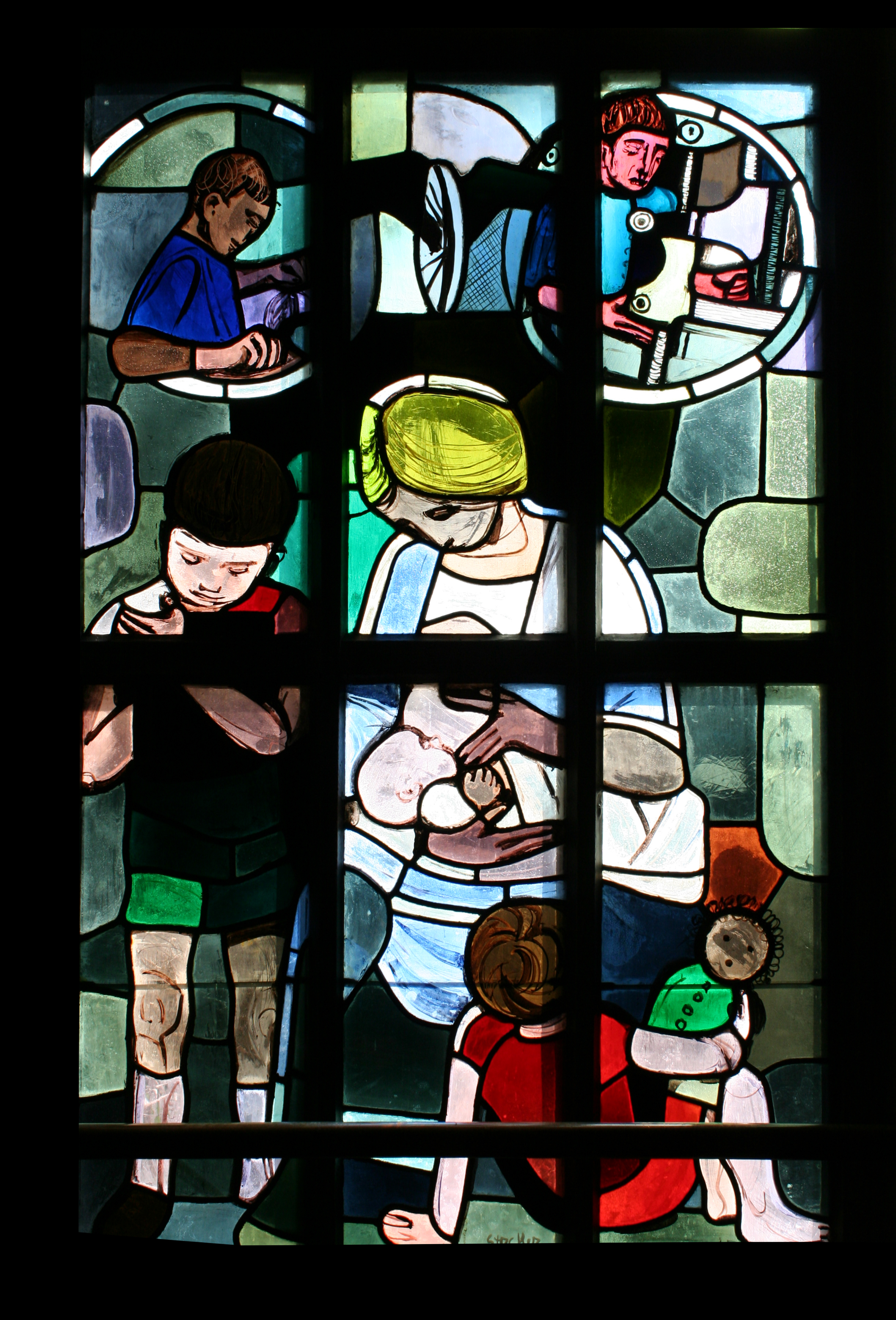
Hans Stocker: Glasfenster. Römisch-katholische Pfarrkirche St. Karl Luzern,

Lòdano ist eine frühere politische Gemeinde im Kreis Maggia, im Bezirk Vallemaggia des Kantons Tessin in der Schweiz.

## Geographie
Der Ort liegt auf einer Höhe von 345 m ü. M am rechten Ufer des Flusses Maggia etwa 13 Kilometer (Luftlinie) nordwestlich von Locarno.

## Geschichte
Eine erste Erwähnung findet das Dorf im Jahre 1260 unter dem damaligen Namen Lodino, dann Lodeno 1403, Ladino 1591, Lodine 1689. Das Dorf bildete im 15. Jahrhundert eine einzige vicinia mit Moghegno. Anfang des 15. Jahrhunderts nahm es an den Kämpfen des untern Maggiatales gegen Cevio und Bosco/Gurin teil, die durch den Frieden von 1404 beendigt wurden. 1484 sandte es beim Einfall der Walliser ins Ossolatal Soldaten zur Bewachung der Bergpässe des Maggiatales. Unter der schweizerischen Herrschaft schickte Lodano einen Abgeordneten in den Generalrat, bildete eine selbständige Gemeinde und hatte 5 Soldaten zu stellen (1689).
Lodano ist heute Teil der am 4. April 2004 gegründeten Gemeinde Maggia. Es bildet aber nach wie vor eine eigenständige Bürgergemeinde.

## Bevölkerungsentwicklung
1591 wurden in Lodano 24 Haushaltungen gezählt. Seit 1683 entwickelte sich die Bevölkerung wie folgt:
Einwohnerzahlen: Volkszählungsdaten

## Sehenswürdigkeiten
UNESCO-Welterbe
- 2021 sind die alten Buchenwälder des Valle di Lodano im Rahmen der Stätte Alte Buchenwälder und Buchenurwälder der Karpaten und anderer Regionen Europas in die UNESCO-Welterbeliste aufgenommen worden.

Sakrale Bauten
- Pfarrkirche San Lorenzo, erbaut 1691.[6] Hans Stocker malte an die Stirnwand der Kirche das Martyrium des Kirchenheiligen und als Lunette die sieben Freuden Marias.
- Betkapelle del Ponte mit Fresken von Giovanni Antonio Vanoni[6]

Zivile Bauten
- Altes Wohnhaus (1606)[6]
- Altes Wohnhaus mit Turm[6]
- Gemeinde und Patrizierpalast, Architekt Ferdinando Bernasconi (1918), restauriert, Architekt: Fabio Giacomazzi (1995)[6]
- Steinbrücke, „romano“ genannt[6]

## Persönlichkeiten
- Hans Stocker (1896–1983), Schweizer Kunstmaler